# John Edward Brownlee
John Edward Brownlee, (Port Ryerse, 27 de agosto de 1883 - Calgary, 15 de julho de 1961) foi o quinto primeiro-ministro de Alberta, Canadá, servindo de 1925 a 1934. Nascido em Port Ryerse, Ontário, estudou história e ciências políticas na Universidade de Toronto, antes de se mudar para o oeste de Calgary para se tornar um advogado. Seus clientes incluíam os United Farmers of Alberta (UFA); através de sua conexão com esse grupo de lobby, ele estava envolvido na fundação dos United Grain Growers (UGG).
Depois que a UFA entrou na política eleitoral e venceu a eleição de 1921, o novo primeiro-ministro Herbert Greenfield pediu a Brownlee que atuasse como seu procurador-geral. Brownlee concordou e foi eleito para a Assembléia Legislativa de Alberta em uma eleição secundária na equitação de Ponoka. Como procurador-geral, ele era um membro importante do governo de Greenfield. Ele estava intimamente envolvido em suas atividades mais importantes, incluindo os esforços para melhorar o lote de agricultores que vivem no sul da seca de Alberta, desfazer-se das ferrovias que perdem dinheiro e conquistar a jurisdição sobre os recursos naturais do governo federal. Quando um grupo de defensores da UFA ficou frustrado com a liderança fraca de Greenfield, eles pediram a Brownlee para substituí-lo. Brownlee finalmente concordou e tornou-se premier em 1925.
Brownlee teve sucesso no início de seu período de governo como primeiro-ministro: venceu as eleições de 1926 com facilidade, assinou um acordo com o governo federal transferindo o controle dos recursos naturais de Alberta para seu governo provincial, vendeu as ferrovias do governo às empresas ferroviárias Canadian National Railway e Canadian Pacific Railway, além de elaborar uma série de orçamentos equilibrados. As dificuldades surgiram com o advento da Grande Depressão. Brownlee não conseguiu restaurar a província à prosperidade diante de uma crise econômica global e, com relutância, gerou déficits orçamentários. O radicalismo político aumentou e Brownlee sofreu ataques à sua abordagem ortodoxa sobre sua economia politica.
Em 1934, Vivian MacMillan, uma amiga da família, processou Brownlee por sedução. Brownlee negou qualquer relação sexual, mas o júri decidiu a favor de MacMillan. Embora o juiz tenha desconsiderado o veredicto do júri, o testemunho sombrio do julgamento e o estigma resultante da descoberta do júri forçaram a renúncia de Brownlee como primeiro-ministro. Ele concorreu à reeleição em Ponoka nas eleições provinciais de 1935, mas foi derrotado, quando a Liga de Crédito Social de William Aberhart varreu a província. Uma vez fora da política, Brownlee retomou à advocacia e ingressou na administração da UGG, atuando como presidente e gerente geral de 1948 até pouco antes de sua morte em 1961.

## Primeiros anos

### Infância
John Edward Brownlee nasceu em 27 de agosto de 1883, em Port Ryerse, Ontário, sendo filho de William "Bill" James Brownlee (1856–1934) e Christina Brownlee (nascida Shaw; c. 1860–1941). Seu nome é uma homenagem a seu avô materno, o moleiro John Shaw, e ao avô paterno, o carpinteiro Edward James Brownlee. Christina Brownlee era uma ex-professora de escola e William James Brownlee era o operador do armazém geral de Port Ryerse. John Brownlee tinha uma irmã, Maude, nascida em 12 de setembro de 1888. Os Brownlees moravam no prédio do armazém geral e foi ali que John passou os momentos mais felizes de sua infância: ele preferia os livros de seus pais, suas discussões políticas com os vizinhos e os detalhes de seus negócios à vida fora da loja. Uma anedota mostra as crianças da aldeia, descontentes com seu temperamento sério, jogando-o no Lago Erie. Aos sete anos de idade, John ajudava na loja com tarefas como misturar manteiga de diferentes laticínios com que seu pai lidava para produzir uma mistura padronizada.
No final da década de 1880, Port Ryerse estava morrendo. O advento das ferrovias estava tornando obsoletos os minúsculos portos lacustres e, no caso de Port Ryerse, essa obsolescência foi acelerada pelo incêndio da fábrica da cidade em agosto de 1890. Nesse contexto, a família mudou-se para Bradshaw, no condado de Lambton. Lá, John começou a estudar e frequentou a escola dominical na igreja metodista da vila. Ele era o único aluno em sua pequena escola que não era de uma fazenda. Mais tarde, ele afirmou que essa exposição aos fazendeiros deu-lhe uma compreensão precoce de suas preocupações. Ele também se envolveu com o clube de jovens de sua igreja, que organizava programas de palestras. Ele era tímido por natureza, sério e introvertido, o que tornava esses programas um desafio no início; no entanto, ele descobriu que era capaz de ter sucesso com foco e disciplina.
Em setembro de 1897, Brownlee começou o ensino médio. A escola secundária mais próxima ficava em Sarnia, distante demais para um deslocamento diário, então, aos quatorze anos, Brownlee se afastou de sua família, vendo-os apenas durante os feriados e fins de semana ocasionais. Ele foi um bom aluno - descrito por seus instrutores como "diligente", senão brilhante - mas não foi um sucesso social, sendo estudioso demais para muitos de seus colegas. Ele escreveu seus exames departamentais em julho de 1900 e se formou logo depois disso.

### Início da carreira profissional
Depois de se formar no ensino médio, Brownlee foi com seu pai em uma viagem de vendas pelo norte de Ontário e ajudou na operação dos negócios da família. Sua família esperava que ele se tornasse professor e, em setembro de 1901, logo após seu décimo oitavo aniversário, ele se matriculou na Sarnia Model School. Lá, Brownlee completou um programa de quinze semanas que incluía assuntos como administração escolar, pedagogia, legislação escolar, ensino de leitura e higiene. Ele se formou em 12 de dezembro de 1901, o segundo em sua classe de vinte pessoas, e dentro de um mês era um dos dois professores na escola de Bradshaw.
Ele rapidamente ganhou uma reputação de instrutor competente: sua velha ética de trabalho o serviu bem, e sua seriedade, olhos azuis acinzentados e um metro e noventa de altura combinaram para lhe dar uma presença impressionante. Seu salário de $ 400 por ano não satisfazia sua ambição e, na primavera de 1904, depois de dois anos e meio no emprego, ele decidiu que queria uma educação universitária. Seu salário de professor não era suficiente para financiar isso, então ele passou o verão de 1904 vendendo uma enciclopédia de um volume nas áreas recentemente colonizadas em torno de Rapid City, Manitoba. Além de fornecer-lhe a renda de que precisava - ele era um vendedor paciente e eficiente e mais tarde se gabou de nunca ter sido expulso de uma fazenda - o trabalho deu a Brownlee, agora com 21 anos, seu primeiro vislumbre do Canadá Ocidental. Retornando a Ontário no final do verão, ele se matriculou no Victoria College da Universidade de Toronto.

### Universidade
Em Toronto, Brownlee seguiu um programa de honras com especializações em história e ciências políticas. Além dessas matérias escolhidas, ele foi obrigado a estudar matemática, biologia, literatura inglesa, composição, latim e duas línguas adicionais - apesar de ter algum conhecimento de francês, ele escolheu alemão e hebraico. Ele continuou sua tendência de bolsa de estudos diligente e ganhou nota A em todas as disciplinas em seu primeiro ano, exceto latim, alemão e matemática, nas quais recebeu BS. A tendência continuou, e em seu terceiro ano ele estava entre os cinco primeiros em sua classe em todas as disciplinas, exceto economia, na qual ele era o oitavo. À medida que ele se envolvia mais com atividades extracurriculares, essas notas caíam - após seu quarto e último ano, ele se formou com III Class Honors, deixando-o fora do primeiro escalão de alunos. Seus professores incluíam o historiador George Wrong, a quem Brownlee tinha em alta estima.

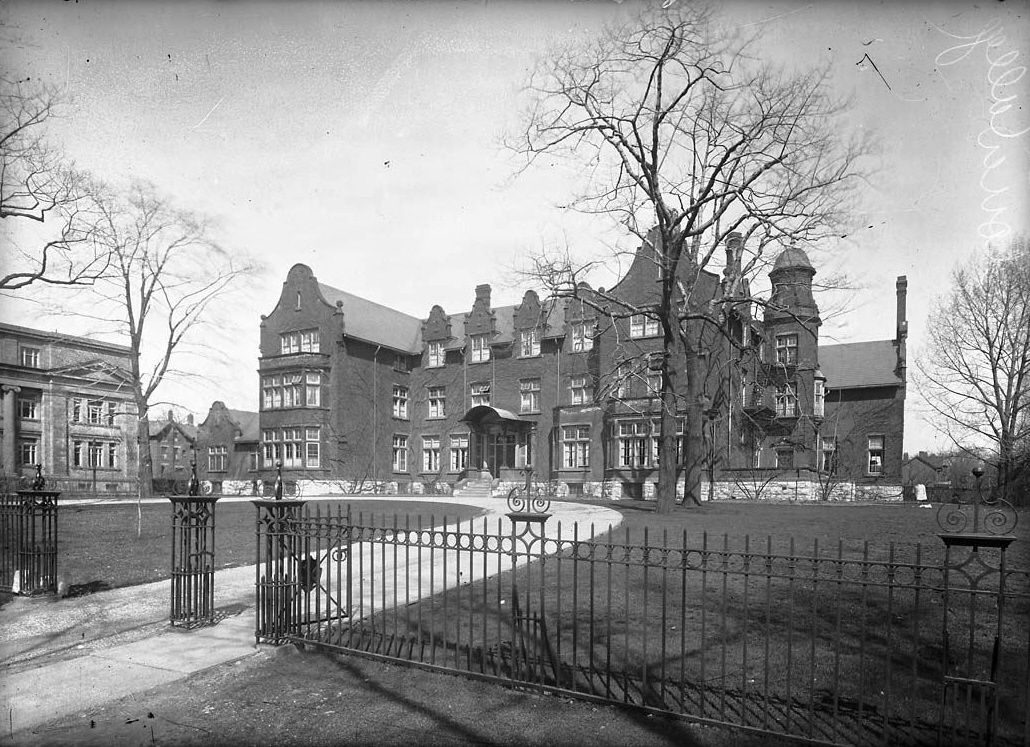
Victoria College como era na década de 1930

Brownlee estava envolvido em uma ampla gama de atividades extracurriculares. As principais entre eles eram a Union Literary Society (apelidada de "Lit"), Acta Victoriana (o jornal literário da faculdade) e "the Bob" (uma revista satírica). A primeira delas permitiu que ele aprimorasse suas habilidades no debate formal - ele ganhou a reputação de "um dos oradores mais eficazes, embora não o mais dramático". Em seu envolvimento com a revista, ele desenvolveu suas habilidades empresariais: no segundo ano foi nomeado gerente assistente de negócios e promovido a gerente de negócios no quarto ano. Sua gestão financeira da Acta Victoriana, junto com a do Glee Club da faculdade (para o qual ele também atuou como gerente de negócios durante seu quarto ano, organizando uma excursão de dez dias pela região de Niágara), rendeu-lhe elogios. Para o Bob, Brownlee abandonou temporariamente sua seriedade para escrever esquetes zombando da faculdade e de seus colegas - estes ganharam boas críticas, com a Acta Victoriana declarando a edição de 1908, que Brownlee encabeçava, "uma das melhores de sempre". No verão seguinte ao seu terceiro ano, ele participou da Conferência das Associações de Jovens Universitários em Niagara-on-the-Lake, onde assistiu a aulas de estudo da Bíblia e ouviu oradores convidados incentivá-lo a seguir uma carreira no clero.
Os verões de Brownlee na universidade foram gastos vendendo visualizadores estereoscópicos na Inglaterra e assinaturas de revistas em Toronto. Ele também obteve um salário em seu quarto ano como gerente de negócios da Acta Victoriana. Essas fontes de renda permitiram que ele alugasse um pequeno quarto em uma casa particular e assinasse um plano de refeição em um restaurante local por C$ 2,50 por semana.

### Família
Durante a convocação de Brownlee em 1908, ele escapuliu para praticar canoagem no rio Humber com uma colega de classe, Isabella Govenlock. Ao retornar, eles anunciaram que estavam noivos. A notícia surpreendeu amigos de ambos, nenhum dos quais estava ciente de qualquer romance entre os dois. Além disso, a aparente espontaneidade do noivado parecia em desacordo com a reputação de Brownlee de seriedade e cautela. O noivado não durou e, no inverno seguinte, Brownlee conheceu e começou a cortejar Florence Edy, uma estudante de artes do McMaster College. No verão de 1909, Edy mudou-se com sua família para Calgary e Brownlee, por uma combinação de razões pessoais e profissionais, logo a seguiu. O casal se casou em 23 de dezembro de 1912, na casa da irmã de Edy, Blanche, em Toronto. Uma viagem de lua de mel de volta a Calgary via Chicago se seguiu.

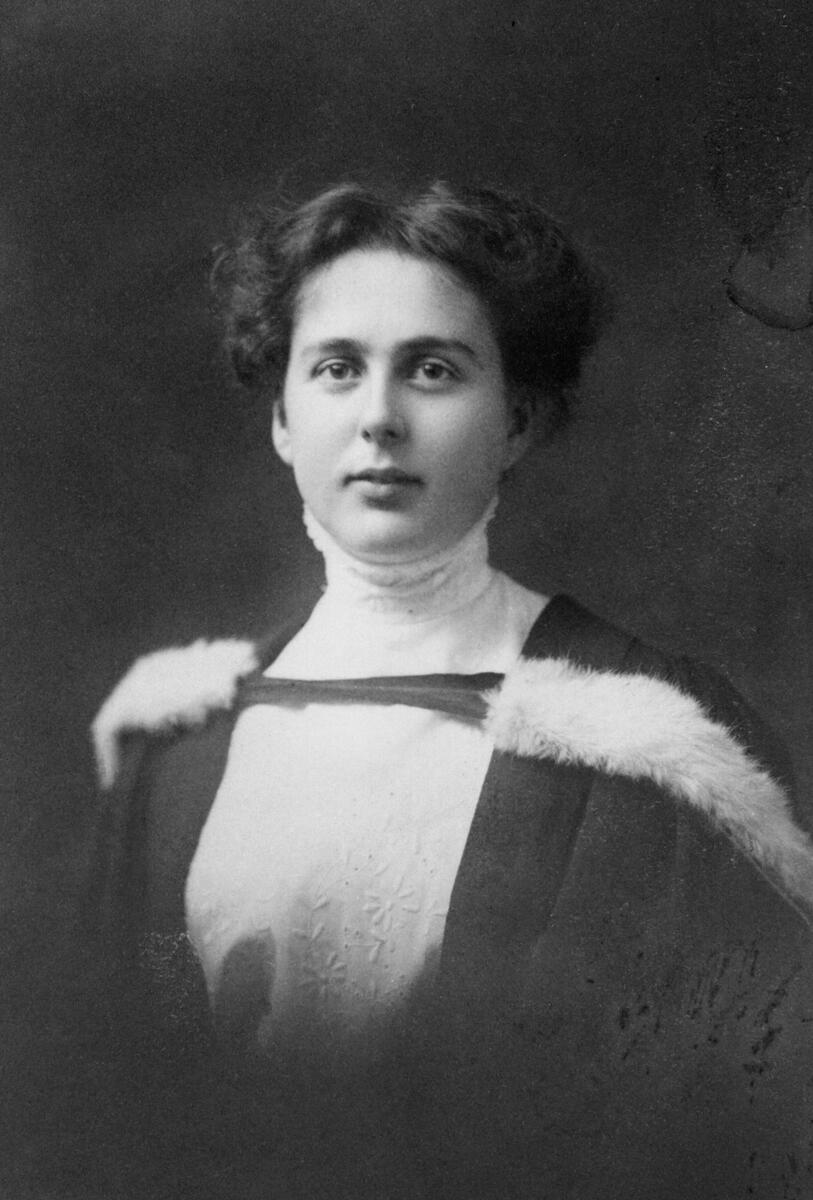
Florence Edy em 1909

Brownlee e sua esposa tiveram dois filhos: John Edy Brownlee nasceu em dezembro de 1915, e Alan Marshall Brownlee nasceu em setembro de 1917. A gravidez de Florence com Alan, combinada com uma crise de saúde anterior, a tornou virtualmente inválida nos anos subsequentes. Isso foi exacerbado pelo nascimento e morte de uma filha em 1919. Também em 1919, Brownlee visitou sua família em Ontário. Ele voltou para Alberta com sua irmã, Maude, que ajudava Florence a cuidar dos filhos. Logo depois, uma empregada doméstica em tempo integral foi contratada.
Enquanto John Brownlee aproveitava a vida em Alberta, Florence sentia falta dos amigos e da família em Ontário. Sua própria saúde só piorava com a preocupação com os filhos: John estava perpetuamente nervoso e Alan, tenso e doente. Não ajudou muito o fato de que, a partir de 1921, seu marido passou a semana de trabalho em Edmonton, indo para casa em Calgary apenas nos fins de semana. Esta situação continuou até 1923, quando a família mudou-se para a região de Garneau de Edmonton. Em 1926, a caminho de casa após uma visita ao leste, Florence Brownlee e seus filhos foram examinados na Clínica Mayo, onde todos os três receberam atestados de saúde; Florença, em particular, foi aconselhada a "retomar uma vida mais ativa".
Embora a imagem pública de Brownlee fosse a de um tecnocrata severo e sem humor, em particular ele se permitia alguma leviandade. Na manhã de Natal de 1923, os meninos Brownlee acordaram para encontrar pegadas de pó de carvão indo da lareira até as escadas e uma nota manuscrita do Papai Noel se desculpando pela bagunça e explicando que estava procurando por uma de suas renas. Descobriu-se que ele havia confundido um dos pés de Florence, emergindo das cobertas ao pé da cama, com um chifre. Em outra ocasião, Brownlee reagiu ao descontentamento de seus filhos em deixar o gato de seus pais em Ontário adquirindo um grande cão de caça, que ele próprio passou a gostar.

## Procurador-Geral de Alberta
Greenfield nomeou Brownlee seu procurador-geral, e logo depois Brownlee foi aclamado em uma eleição suplementar em Ponoka. Seu treinamento em negócios e direito, único no caucus da UFA, deu-lhe um papel central na maioria das iniciativas do governo. Ele também liderou a defesa contra ataques da oposição liberal, e eventualmente se tornou responsável por definir a agenda para as reuniões de gabinete.
Brownlee rapidamente se entrincheirou na ala conservadora do caucus da UFA. Ele resistiu a medidas que retirariam a tomada de decisões dos departamentos do governo e as transferiram para o caucus ou moradores locais da UFA, e se opôs aos esforços de alguns backbenchers da UFA para transformar a aplicação do sistema de Westminster em Alberta. Quando os elementos mais radicais da UFA pediram a criação de um banco estatal, Brownlee rejeitou a ideia como nem financeiramente nem constitucionalmente viável. Sua preocupação com as finanças do governo estendia-se ao déficit orçamentário. Quando descobriu que os cortes de gastos de Greenfield eram insuficientes, ele cortou a equipe de seu próprio departamento para dar o exemplo. Em uma tentativa adicional de melhorar a posição financeira do governo, ele defendeu sem sucesso a venda de suas quatro ferrovias com prejuízo para a Canadian National (CPR) ou Canadian Pacific (CPR).
Um objetivo de longa data do governo de Alberta era ganhar o controle das terras e dos recursos naturais de Alberta do governo federal. As províncias mais antigas já tinham esse controle, mas quando Alberta, Saskatchewan e Manitoba foram admitidos na Confederação, o governo federal reteve os direitos de recursos e pagou aos governos provinciais um subsídio anual como compensação. Como procurador-geral, Brownlee foi o principal negociador de Alberta nesses esforços, e se reuniu frequentemente com representantes do primeiro-ministro liberal William Lyon Mackenzie King. Embora as negociações ocasionalmente parecessem promissoras, King não estava disposto a se comprometer totalmente com a transferência, possivelmente porque Charles Stewart, agora tenente de King em Alberta, e John R. Boyle, líder dos liberais provinciais, eram inimigos declarados da UFA.

## Legado
Como primeiro-ministro, Brownlee é lembrado mais pelo escândalo sexual que encerrou sua carreira do que por suas realizações. Ainda assim, é altamente considerado pelos historiadores: Foster o chama de "maior premier de Alberta" e cita, em particular, suas bem-sucedidas negociações para a transferência de direitos de recursos para o governo provincial como a causa da subsequente prosperidade de Alberta. O jornalista Ted Byfield concorda, observando que sua vontade de confrontar o governo federal o diferencia de Ernest Manning, outro candidato ao título. Em 1980, o Edmonton Journal escreveu: "O estado político duradouro deixado pelo ex-primeiro-ministro John Brownlee transformou Alberta no que é hoje, uma das províncias mais ricas do Canadá alimentada por bilhões de dólares em royalties de petróleo e gás".
Um seminário de graduação da Universidade de Calgary em 2005 classificou Brownlee como o terceiro maior premier da província, atrás de Manning e Peter Lougheed.
O impacto de Brownlee também é sentido através das organizações de cuja fundação participou: a Alberta Wheat Pool continuou sendo um partícipe importante na agricultura canadense até 1998, quando se fundiu com a Manitoba Pool Elevators para formar a Agricore Cooperative Ltd. Em 2001, essa nova empresa se fundiu com a UGG para formar a Agricore United. Em 2007, o Saskatchewan Wheat Pool assumiu o controle, formando a Viterra. A visão de Brownlee, única entre os membros da Comissão Macmillan, de um banco central de controle público tornou-se realidade em 1938, quando o Banco do Canadá passou do controle privado para o governo.
Brownlee foi enterrado no Evergreen Memorial Gardens, perto de Edmonton. O edifício John E. Brownlee do governo da província em Edmonton é nomeado em sua homenagem, assim como o Prêmio Memorial John E. Brownlee da [Faculdade de Direito da Universidade de Alberta.